# Spathopygus
Spathopygus is een kevergeslacht uit de familie van de boktorren (Cerambycidae). De wetenschappelijke naam van het geslacht werd voor het eerst geldig gepubliceerd in 1869 door Lacordaire.

## Soorten
Spathopygus is monotypisch en omvat slechts de volgende soort:
- Spathopygus eburioides (Blanchard, 1847)